# Lars Riedel
Lars Riedel (Zwickau, 28 de junho de 1967) é um atleta alemão, especialista em lançamento do disco.
Foi campeão olímpico nos Jogos de Atlanta e cinco vezes campeão do mundo entre 1991 e 2001. A sua melhor marca (71,50 metros) é uma das melhores de todos os tempos.

Riedel começou a sua carreira de lançador de disco na extinta República Democrática Alemã, na cidade de Thurm, próxima de Zwickau. Em 1983 ligou-se ao SC Karl-Marx-Stadt, clube da cidade do mesmo nome, hoje rebatizada como Chemnitz. As sua primeiras competições importantes foram os Campeonatos Mundiais de Juniores em 1986 e os Campeonatos da Europa de Split em 1990.
Quando a RDA deixou de existir, Riedel passou a não se treinar regularmente. Pouco tempo depois, após conhecer o técnico Karlheinz Steinmetz do USC Mogúncia, Riedel relançou a sua carreira atlética, tornando-se uma figura dominante, ao longo de toda a década de 90, no panorama internacional do lançamento do disco. A esse fato não foi certamente alheio a sua excelente compleição física (1,99 m, 115 kg), considerado um modelo de porte físico dos lançadores de disco.